# Josep Miro i Ardevol

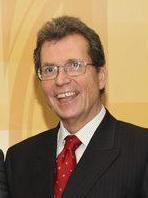
Josep Miró (2009).

Josep Miró i Ardèvol (ur. 28 kwietnia 1944 w Barcelonie) – kataloński polityk i działacz społeczny. W roku 2002 założył Konwent Chrześcijan dla Europy.
Ardèvol rozpoczął swoją działalność polityczną od odtworzenia Krajowej Federacji Studentów Katalonii (FNEC) w 1963 roku. Został uwięziony w 1969 roku, później uniewinniony. Członek założyciel Unii Centrum Katalonii (UCC) i jej integracji w CDC (1978-1980). W wyborach parlamentarnych w Katalonii w 1988 roku został wybrany zastępcą Ministra Rolnictwa.